# Elecciones vicepresidenciales de Ecuador de diciembre de 2018
Las elecciones vicepresidenciales de Ecuador de 2018 (Diciembre) fueron llevadas a cabo el 11 de diciembre de 2018 por la Asamblea Nacional del Ecuador para elegir al Vicepresidente Constitucional del Ecuador, que se realizó  luego de la renuncia de la exvicepresidenta María Alejandra Vicuña al ser acusada de solicitar diezmos para su movimiento político, Alianza Bolivariana Alfarista, a sus asesores cuando ejercía como asambleísta nacional. 

## Antecedentes
El 26 de noviembre de 2018, el noticiero del canal de televisión Teleamazonas publicó un reporte investigativo sobre supuestos cobros de "diezmos" por parte de la vicepresidenta María Alejandra Vicuña a su personal cuando se desempeñaba como asambleísta, denunciados por un exasesor de Vicuña entre 2011 y 2013, el cual indicó que esta demandaba el pago de una cuota mensual hacia una cuenta bancaria a su nombre, superando las transferencias los 20 000 dólares. 
La fiscal subrogante, Ruth Palacios, anunció al día siguiente que iniciaría una indagación previa a la vicepresidenta sobre el presunto delito. Vicuña respondió a las acusaciones indicando que son una "infamia sin pies ni cabeza". El 4 de diciembre de 2018, Vicuña presentó su renuncia irrevocable a la vicepresidencia para evitar causar un escenario de desestabilización.
El 6 de diciembre de 2018, la Asamblea Nacional aceptó la renuncia de Vicuña con 94 votos afirmativos de 94 asambleístas presentes.
El 30  de enero de 2020 María Alejandra Vicuña, fue condenada a 1 año de prisión por cobro de diezmos en la sentencia leída  por el tribunal de la Corte Nacional de Justicia, en la cual se la declaró culpable por el delito de concusión.

## Desarrollo
El mismo día de la aceptación de la renuncia de María Alejandra Vicuña a la vicepresidencia por parte de la Asamblea Nacional, 6 de diciembre de 2018, el presidente Lenín Moreno entregó a la misma, la terna para elegir al nuevo vicepresidente de la república, indicando que ninguno sería de su círculo cercano, ni políticos, ni afiliados a Alianza PAIS, todos provenientes de la sociedad civil: Otto Sonnenholzner del sector periodístico, Nancy Vasco del sector social privado y Agustín Albán de la academia.
Tras el anuncio, miembros de distintos grupos parlamentarios han presentado el apoyo a las candidaturas mocionadas. Por Sonnenholzner, el primero de la terna, se han pronunciado a favor el movimiento CREO y el Partido Social Cristiano a pocas horas de haberse remitido la nómina. La presidenta de la Asamblea Nacional, Elizabeth Cabezas, convocó para el día martes 11 de diciembre al pleno para elegir al nuevo vicepresidente de la república.

## Candidatos
| Partido       | Vicepresidente          | Cargos Previos                                                           |
| ------------- | ----------------------- | ------------------------------------------------------------------------ |
| Independiente | Otto Sonnenholzner Sper | Presidente de la Asociación Ecuatoriana de Radiodifusión (Núcleo Guayas) |
| Independiente | Nancy Vasco Noboa       | Empresaria                                                               |
| Independiente | Agustín Albán Maldonado | Rector de la Universidad Univer Milenium (Toluca, México)                |

Fuente:

## Resultados
| Candidato                          | Voto | Votos por partidos políticos | Votos por partidos políticos | Votos por partidos políticos | Votos por partidos políticos | Votos por partidos políticos | Votos por partidos políticos | Votos por partidos políticos | Votos por partidos políticos | Votos por partidos políticos | Votos por partidos políticos | Votos por partidos políticos | Votos por partidos políticos | Votos por partidos políticos | Votos por partidos políticos | Votos por partidos políticos | Votos por partidos políticos | Votos por partidos políticos | Votos por partidos políticos | Total  |
| Candidato                          | Voto |                              |                              |                              |                              |                              |                              |                              |                              |                              |                              | AT                           | Cambio                       | IDC                          |                              |                              | UPP                          | Ind. (MRC)                   | Ind.                         | Total  |
| ---------------------------------- | ---- | ---------------------------- | ---------------------------- | ---------------------------- | ---------------------------- | ---------------------------- | ---------------------------- | ---------------------------- | ---------------------------- | ---------------------------- | ---------------------------- | ---------------------------- | ---------------------------- | ---------------------------- | ---------------------------- | ---------------------------- | ---------------------------- | ---------------------------- | ---------------------------- | ------ |
| Otto Sonnenholzner (Independiente) | Sí   | 35                           | 21                           | 14                           | 5                            | 3                            | 2                            | 1                            | 1                            | 1                            |                              | 1                            | 1                            | 1                            | 1                            | 1                            |                              |                              | 6                            | 94/137 |
| Otto Sonnenholzner (Independiente) | No   |                              |                              |                              |                              |                              |                              |                              |                              |                              | 1                            |                              |                              |                              |                              |                              |                              | 25                           | 1                            | 27/137 |
| Otto Sonnenholzner (Independiente) | Abs. | 2                            | 1                            |                              |                              | 2                            |                              |                              |                              |                              |                              |                              |                              |                              |                              |                              | 1                            |                              | 1                            | 7/137  |
| Otto Sonnenholzner (Independiente) | Aus. | 5                            |                              |                              | 1                            |                              |                              |                              |                              |                              |                              |                              |                              |                              |                              |                              |                              | 3                            |                              | 9/137  |

Fuente: